# 佐々木幹郎
佐々木 幹郎（ささき みきろう、1947年10月20日 - ）は、日本の詩人。

## 来歴・人物
奈良県天理市で生まれ大阪府藤井寺市で育つ。ランドスケープアーキテクトの佐々木葉二は弟。美陵町立（現・藤井寺市立）藤井寺小学校、大阪市立阪南中学校、大阪府立大手前高等学校を経て、同志社大学文学部哲学科中退。
1967年、大手前高校卒業。高校時代は美術部と社会科学研究会に所属し、当時から詩作に励んでいた。羽田闘争で死亡した山崎博昭とは同期である。1970年、その死を追悼した第一詩集『死者の鞭』で詩壇にデビュー。大学時代は「同志社詩人」に所属。詩誌「白鯨」（1972年〜75年）創刊同人。
1976年、中原中也と小林秀雄の恋人であった長谷川泰子を主演にした映画「眠れ蜜」（監督・岩佐寿弥、撮影・田村正毅、脚本・佐々木幹郎）を独立プロダクション「シネマ・ネサンス」で製作。
1984年、ミシガン州立オークランド大学客員詩人（Poet in residence)。1988年以降、ヒマラヤ山岳部を旅することが多く、日本文学をネパールに紹介する「ヒマラヤ文庫」(1991年〜95年)を日本とネパールの詩人とで創設。チベット、上海など、アジアの都市の比較文化論、アイルランドなどの紀行論も多い。
『新編中原中也全集』（2000年〜2004年）の責任編集委員。中原中也研究の第一人者として知られている。
東京藝術大学大学院音楽研究科音楽文芸非常勤講師（2003年〜2008年）を歴任。近年は詩と音楽のコラボレーションの試みを続け、東京藝術大学出身者による音楽パフォーマンス集団「VOICE SPACE」を創設（2004年〜）。西村朗作曲による合唱曲やオペラ作品、小室等作曲のフォークソング作品など多数。中原中也賞（1996年～2023年）選考委員、サントリー地域文化賞選考委員（1999年～2023年）を歴任。
日本において詩だけで自立している数少ない存在。元京都市立芸術大学学長で元大阪大学総長の鷲田清一は親友。
崖の上にある自宅に「ツイラク・ミーちゃん」という三毛猫を飼っており、「猫と詩人」というウェブマガジンを更新するなど愛猫家としても知られている。

## 受賞歴
- 1988年 評論『中原中也』（筑摩書房）で第10回サントリー学芸賞
- 1990年 脚本『OROCHI』(NHKテレビ音楽番組）でプラハ国際テレビ祭特別賞
- 1992年 詩集『蜂蜜採り』（書肆山田）で第22回高見順賞
- 2003年 随筆『アジア海道紀行―海は都市である』（みすず書房）で第54回読売文学賞・随筆紀行賞[7]
- 2012年 詩集『明日』（思潮社）で第20回萩原朔太郎賞
- 2020年 詩集『鏡の上を走りながら』（思潮社）で第1回大岡信賞[8]

## 主要著作

### 詩集
- 1970年 『死者の鞭』(構造社、復刻版国文社1976年)
- 1973年 『水中火災』（国文社）
- 1978年 『百年戦争』(河出書房新社)
- 1979年 『気狂いフルート』（思潮社）
- 1982年 『佐々木幹郎詩集』（思潮社・現代詩文庫）
- 1984年 『音みな光り』（思潮社）
- 1986年 『風の生活』（書肆山田）
- 1988年 『Demented Flute  Selected Poems 1967-1986』(Translated by Willam I. Elliott ＆ Kawamura Kazuo, Katydid Books, Michigan, U.S.A.)
- 1991年 『蜂蜜採り』（書肆山田)   ※高見順賞
- 1996年 『続・佐々木幹郎詩集』（思潮社・現代詩文庫）
- 2002年 『砂から』（書肆山田）
- 2004年 『悲歌が生まれるまで』(思潮社)
- 2011年 『明日』(思潮社) ※萩原朔太郎賞
- 2019年 『Sky Navigation Homeward New and Selected Poems』(Translated by Mitsuko Ohno, Beverley Curran ＆ Nobuaki Tochigi / Introduction by Nobuaki Tochigi, The Dedalus Press, IRELAND)
- 2019年 『鏡の上を走りながら』(思潮社) ※大岡信賞

### 評論・エッセイ集
- 1977年 『熱と理由』（国文社）
- 1978年 『溶ける破片』（国文社）
- 1986年 『詩人の老いかた』（五柳書院）
- 1988年 『中原中也 近代日本詩人選』（筑摩書房）※サントリー学芸賞／ちくま学芸文庫、1994年
- 1989年 『河内望郷歌』（五柳書院）
- 1990年 『地球観光―深川・ミシガン・ネパール』（五柳書院）
- 1993年 『カトマンズ・デイ・ドリーム』（五柳書院）
- 1993年 『都市の誘惑―東京と大阪』(TBSブリタニカ）
- 2001年 『自転車乗りの夢―現代詩の20世紀』（五柳書院）
- 2001年 『すみとも風土記―銅が来た道』（NTT出版）
- 2002年 『アジア海道紀行―海は都市である』（みすず書房）※読売文学賞
- 2003年 『やわらかく、壊れる―都市の滅び方について』(みすず書房)
- 2003年 『パステルナークの白い家』（書肆山田・りぶるどるしおる）
- 2005年 『中原中也 悲しみからはじまる 理想の教室』（みすず書房）
- 2007年 『雨過ぎて雲破れるところ―週末の山小屋生活』（みすず書房）
- 2009年 『人形記―日本人の遠い夢』（淡交社）写真・大西成明
- 2010年 『旅に溺れる』(岩波書店)
- 2010年 『田舎の日曜日―ツリーハウスという夢』（みすず書房）
- 2012年 『瓦礫の下から唄が聴こえる─山小屋便り』（みすず書房）
- 2014年 『東北を聴く―民謡の原点を訪ねて』（岩波書店・岩波新書）
- 2015年 『スコットランド酔夢紀行―シングルモルトへの旅』(世界文化社) 写真・齋藤亮一
- 2017年 『中原中也―沈黙の音楽』（岩波書店・岩波新書）
- 2020年 『猫には負ける』(亜紀書房)

### 共著
- 1983年 絵本『はこぶ』(絵・いわむらかずお、日本ブリタニカ。復刻版復刊ドットコム2016年)
- 1983年 絵本『たたかう』(絵・宮本忠夫、日本ブリタニカ)
- 1988年 組詩『天使の羅衣（ネグリジェ）』（岡井隆、思潮社）
- 1990年 対話『「かたり」の地形―大阪詩の原風景』（富岡多恵子、作品社・「現在」との対話）
- 2018年 『大正＝歴史の踊り場とは何か―現代の起点を探る』（鷲田清一編・山室信一・渡辺裕、講談社・講談社選書メチエ）

### 編著
- 1997年 『中原中也詩集 山羊の歌』（角川書店・角川文庫）
- 1997年 『中原中也詩集 在りし日の歌』（角川書店・角川文庫）
- 2000〜04年 『新編中原中也全集』全5巻・別巻1（角川書店）
- 2009年 『佐々木節雄歌集 夕まけて』（ながらみ書房）
- 2016年 『中原中也詩集 汚れつちまつた悲しみに‥‥』(角川書店・角川文庫）
- 2017年 『かつて10・8羽田闘争があった―山﨑博昭追悼50周年記念[寄稿篇]』(合同フォレスト)
- 2018年 『かつて10・8羽田闘争があった―山﨑博昭追悼50周年記念[記録資料篇]』(合同フォレスト)

### 監修
- 2007年  『中原中也 魂の詩人』（平凡社・「別冊太陽」日本のこころ№146）

### 論集・関連図書
- 1996年 『詩のレッスン―現代詩100人・21世紀への言葉の冒険』(入沢康夫・三木卓他編、小学館)
- 1996年 『大阪の風合い―五感で探る街と文化』(大阪府立文化情報センター編、東方出版)
- 1997年 『口承文学Ⅰ』(岩波書店・岩波講座「日本文学史」第16巻)
- 1997年 『生者と死者のほとり―阪神大震災・記憶のための試み』(人文書院)
- 1999年 『詩歌と芸能の身体感覚』(富岡多恵子編。岩波書店・「短歌と日本人」第4巻)
- 1999年 『日本の名随筆・別巻98・昭和Ⅱ』(加藤典洋編、作品社)
- 2002年 『経験を盗め』(糸井重里編。中央公論新社)
- 2006年 『夢みる身体』(鷲田清一編。岩波書店・「身体をめぐるレッスン」第1巻)
- 2007年 『La Poésie Japonaise』(MANGO,FRANCE)
- 2008年 『ラブレターを読む―愛の領分』（大修館書店）
- 2010年 『響き合う異次元―音・図像・身体』(川田順造編。平凡社)
- 2010年 詩と音楽のための「洪水」第6号（特集／佐々木幹郎、音に遊ぶ。洪水企画）
- 2012年 『ことばのポトラック』（大竹昭子編。春風社）
- 2012年 『101 MODERN JAPANESE POEMS』(Compiled by Makoto Ooka, Translated by Paul McCarthy, THAMES RIVER PRESS,London)
- 2013年 『3・11を心に刻んで 2013』(岩波書店編集部編。岩波書店)
- 2013年 展覧会図録『佐々木幹郎―明日』(前橋文学館編。前橋文学館)
- 2016年  『These Things Here and Now: Poetic Responses to the March 11, 2011 Disasters』(Translated by Jeffrey Angles, 城西大学出版会)
- 2016年  『猫なんて！ 作家と猫をめぐる47話』(キノブックス)
- 2018年  『1968(2)文学』(四方田犬彦、福間健二編。筑摩書房・筑摩選書）
- 2019年  「現代詩手帖」2019年10月号「特集／佐々木幹郎―詩の磁場へ―」（思潮社）

### 音楽・朗読・楽譜
- 1997年 CD『詩人の声 The Voice of Poets,1997』(「行列」収録。midnight press)
- 2007年 CD『Inspiration VOICE SPACE作品集Ⅰ』(VOICE SPACE作曲「朝顔」「メアリーとダニーの庭」、澤村祐司作曲「ひとこと」収録。VOICE SPACE）
- 2007年 CD『はじまりはじまる』（「まるで六文銭のように」。小室等作曲「はじまりはじまる」「樽をころがせ」「石と死者」「その声は」収録。フォーライフ）
- 2009年 CD『やさしい現代詩 自作詩朗読ＣＤ付き』（「行列」収録。三省堂）
- 2009年 CD『おとのば』（「六文銭'09」。小室等作曲「花の渦〜倉敷相聞歌」収録。フォーライフ）
- 2009年 CD『ここ』（「Lagniappe」(小室等・こむろゆい)。坂庭省悟作曲「病める果実」収録。coco-luck music)
- 2010年 CD『声のまぼろし VOICE SPACE作品集Ⅱ』(中村裕美作曲「どこへ行くのですか?」「呪文」、澤村祐司作曲「恋」収録。RAGTIME)
- 2010年 楽譜『夏の庭 同声（女声または男声）合唱とピアノのための組曲』（西村朗作曲。全音楽譜出版社）
- 2010年 楽譜『大空の粒子 混声合唱とピアノのための組曲』（西村朗作曲。全音楽譜出版社）
- 2011年 CD『糸魚川ジオパーク音頭』(唄・津軽三味線/二代目高橋竹山。小室等作曲「糸魚川ジオパーク音頭」収録。Office Chikuzan)
- 2011年 楽譜『鳥の国 無伴奏混声合唱組曲』(西村朗作曲。全音楽譜出版社）
- 2012年 CD『ありがとう』(小室等作曲。(財)丸岡町文化振興事業団)
- 2012年 CD『創立40周年クール・ジョワイエ演奏会/男声合唱による西村朗作品集』(「夏の庭」、「旅―悲歌が生まれるまで」、西村朗＋佐々木幹郎対談を収録。ジョバンニ・レコード)
- 2012年 委嘱作品・室内オペラ「清姫─水の鱗〜二人の独唱者、混声合唱とピアノのための〜」（台本/佐々木幹郎、作曲/西村朗、指揮/田中信昭。「新しいうたを創る会」第15回演奏会、初演/東京・四谷区民ホール）
- 2014年 委嘱作品・合唱オペラ「ふり返れば猫がいて」（台本/佐々木幹郎、作曲/西村朗、指揮/田中信昭。「多治見少年少女合唱団」第41回定期演奏会、初演/多治見文化会館大ホール)
- 2016年 委嘱作品・合唱オペラ「中也！」(台本・演出/佐々木幹郎、作曲/西村朗、指揮/栗山文昭。「合唱団響〜kyo〜」演奏会2016、初演/すみだトリフォニーホール 大ホール)
- 2016年 楽譜『女声（児童）合唱のための「三つの祈りうた」 』（新美徳英作曲「明日」収録。カワイ出版）
- 2017年 楽譜『女声合唱とピアノのための 風のなかの挨拶』（信長貴富作曲「鏡の上を走りながら」「明日」「風のなかの挨拶」収録。音楽之友社）
- 2018年 CD『わたしが一番きれいだったとき』（三枝伸太郎作曲／歌・小田朋美「明日」収録。OTTAVA records）
- 2018年 CD『佐々木幹郎と西村朗の世界─合唱音楽の夕べVol:6』(西村朗作曲／「混声合唱とピアノのための組曲『大空の粒子』、無伴奏混声合唱曲『鳥の国』、室内オペラ『清姫―水の鱗』収録。指揮／藤井宏樹。合唱／樹の会。ピアノ／浅井道子。初演／2018年3月2日、東京・第一生命ホール。日本アコースティックレコーズ）
- 2018年 CD『自由』(「六文銭」2018年プロテストソング集。小室等作曲「てんでばらばら〜山羊汁の未練〜」収録。BELLWOOD RECORD)
- 2019年 委嘱作品・オペラ「紫苑物語」(原作／石川淳、台本／佐々木幹郎、作曲／西村朗、指揮／大野和士、演出／笈田ヨシ、美術／トム・シェンク、衣装／リチャード・ハリソン、照明／ルッツ・デッペ、振付／前田清美、監修／長木誠司、舞台監督／高橋尚史、合唱指揮／三澤洋史、合唱／新国立劇場合唱団、管弦楽／東京都交響楽団。芸術監督／大野和士。主催／新国立劇場。初演／2019年2月17日、20日、23日、24日、新国立劇場）
- 2019年 CD『鎮魂歌』(西村朗作曲「鎮魂歌―明日―風のなかの挨拶／佐々木幹郎の詩による三つの無伴奏合唱曲」収録。指揮／吉岡訓子、合唱／栃木県立宇都宮中央女子高等学校合唱部。制作／栃木県立宇都宮中央女子高等学校合唱部）
- 2021年 CD『逝く夏の歌～西村朗女声合唱作品集～』(西村朗作曲「鎮魂歌―明日―風のなかの挨拶／佐々木幹郎の詩による三つの無伴奏合唱曲」収録。指揮／吉岡訓子、合唱／栃木県立宇都宮中央女子高等学校合唱部。制作／栃木県立宇都宮中央女子高等学校合唱部）
- 2023年ＤＶＤ『女声合唱団青い鳥コンサートVol:22』(女声合版委嘱初演『女声合唱とピアノのための―瓦礫の下から唄が聴こえる』収録。歌詞／佐々木幹郎、作曲／寺嶋陸也、指揮／栗山文昭、ピアノ／浅井道子、合唱／青い鳥。初演／2023年7月30日、トッパンホール）